# Ferrari SP-8
La Ferrari SP-8 est une roadster du constructeur automobile italien Ferrari produite en un exemplaire unique en 2023 par le département spécial « One-Off » de la marque.

## Présentation
La Ferrari SP-8 est présentée le 24 octobre 2023. Elle est un modèle unique construit sur mesure et commandé par un client taïwanais du constructeur. Elle est exposée au Circuit du Mugello à partir du 24 octobre 2023 jusqu'à la clôture des Finali Mondiali Ferrari 2023 puis exposée au Musée Ferrari de Maranello jusqu'en mars 2024.

## Caractéristiques techniques
Ce modèle unique repose sur la plateforme technique de la Ferrari F8 Spider mais la carrosserie est entièrement retravaillée

### Design
Si la base est celle de la F8 Spider, le design est totalement différent se rapprochant des dernières créations de la marque que sont les SF90 Stradale ou Daytona SP3, avec des optiques avant et arrière inspirées de la Roma, tandis que ses jantes à cinq branches singent la F40.
Elle revêt une teinte Blue Sandstone et fibre de carbone nue à l'avant et Argento Micalizzato mate à l'arrière spécifique au modèle, quand l'intérieur se pare d'Alcantara Navy Blue gravés au laser.

### Motorisation
| Logo de Ferrari            | SP-8                                         |
| -------------------------- | -------------------------------------------- |
| Moteur                     | V8                                           |
| Alimentation               | Bi-turbocompressé                            |
| Cylindrée (cm³)            | 3902                                         |
| Puissance maximale ch (kW) | 720                                          |
| au régime de (tr/min)      | 7000                                         |
| Couple maximal (N m)       | 770                                          |
| au régime de (tr/min)      | 3250                                         |
| Boîte de vitesses          | Séquentielle à 7 rapports à double embrayage |
| Transmission               | Propulsion                                   |
| Vitesse maximale (km/h)    |                                              |
| 0-100 km/h (s)             |                                              |
| Consommation (ℓ/100 km)    |                                              |
| Émissions de CO2 (g/km)    |                                              |
| Capacité du réservoir (L)  |                                              |
| Masse à vide (kg)          |                                              |
| Norme environnementale     | Euro 6                                       |